# Best of Best 山口百恵のすべて
『Best of Best 山口百恵のすべて』（ベスト・オブ・ベスト やまぐちももえのすべて）は、山口百恵の2作目の2枚組ベスト・アルバム。1976年6月1日にCBSソニーよりリリースされた。

## 概要
CBS・ソニー「Best of Best」シリーズの一枚。山口百恵にとって4枚目のベストアルバム。2枚組形態のベスト盤としては、前年6月1日にリリースされた『山口百恵デラックス』以来。
花の高2トリオ主演映画『初恋時代』主題歌の「初恋時代」は、森昌子・桜田淳子・山口百恵の3人で歌われているが、本作には山口百恵ソロバージョンを収録。当初オリジナル・アルバム「17才のテーマ」に収録の予定だったが、このベスト・アルバムに収録された。百恵にとって唯一の阿久悠作品である。尚、オリジナル・アルバムがCD化された後ファンからCD化の要望が多く1997年に発売されたベストアルバム『GOLDEN J-POP／THE BEST 山口百惠』で初CD化、2007年に発売された『MOMOE PREMIUM update』及び『Complete MOMOE PREMIUM』にも収録されている。

## 収録曲
| 全作詞: 千家和也。 |                      |          |            |            |
| #                  | タイトル             | 作詞     | 作曲       | 編曲       |
| 1.                 | 「白い約束」         | 千家和也 | 三木たかし | 萩田光雄   |
| 2.                 | 「冬の色」           | 千家和也 | 都倉俊一   | 馬飼野康二 |
| 3.                 | 「空はこんなに青い」 | 千家和也 | 三木たかし | 萩田光雄   |
| 4.                 | 「感傷旅行」         | 千家和也 | 都倉俊一   | 竜崎孝路   |
| 5.                 | 「青い果実」         | 千家和也 | 都倉俊一   | 馬飼野康二 |
| 6.                 | 「ちっぽけな感傷」   | 千家和也 | 都倉俊一   | 馬飼野康二 |

| 全作詞: 千家和也(#5を除く)、#5のみ 阿久悠、全作曲: 都倉俊一(#2を除く)、#2のみ 馬飼野康二。 |                                                             |                                   |                                       |            |
| #                                                                                          | タイトル                                                    | 作詞                              | 作曲・編曲                            | 編曲       |
| 1.                                                                                         | 「愛がひとつあれば」                                        | 千家和也(#5を除く)、#5のみ 阿久悠 | 都倉俊一(#2を除く)、#2のみ 馬飼野康二 | 馬飼野康二 |
| 2.                                                                                         | 「清潔な恋」                                                | 千家和也(#5を除く)、#5のみ 阿久悠 | 都倉俊一(#2を除く)、#2のみ 馬飼野康二 | 馬飼野康二 |
| 3.                                                                                         | 「ありがとう あなた」(TBS系ドラマ『赤い疑惑』主題歌)        | 千家和也(#5を除く)、#5のみ 阿久悠 | 都倉俊一(#2を除く)、#2のみ 馬飼野康二 | 馬飼野康二 |
| 4.                                                                                         | 「湖の決心」                                                | 千家和也(#5を除く)、#5のみ 阿久悠 | 都倉俊一(#2を除く)、#2のみ 馬飼野康二 | 森岡賢一郎 |
| 5.                                                                                         | 「初恋時代」(ソロバージョン) (花の高2トリオ 初恋時代主題歌) | 千家和也(#5を除く)、#5のみ 阿久悠 | 都倉俊一(#2を除く)、#2のみ 馬飼野康二 | 高田弘     |
| 6.                                                                                         | 「ささやかな欲望」                                          | 千家和也(#5を除く)、#5のみ 阿久悠 | 都倉俊一(#2を除く)、#2のみ 馬飼野康二 | 馬飼野康二 |

| 全作詞: 千家和也、全作曲: 都倉俊一(#5を除く)、#5のみ 三木たかし。 |                                |          |                                       |              |
| #                                                                 | タイトル                       | 作詞     | 作曲・編曲                            | 編曲         |
| 1.                                                                | 「夏ひらく青春」               | 千家和也 | 都倉俊一(#5を除く)、#5のみ 三木たかし | 穂口雄右     |
| 2.                                                                | 「燃える海」                   | 千家和也 | 都倉俊一(#5を除く)、#5のみ 三木たかし | 馬飼野康二   |
| 3.                                                                | 「感じる季節」                 | 千家和也 | 都倉俊一(#5を除く)、#5のみ 三木たかし | 穂口雄右     |
| 4.                                                                | 「伊豆の踊子」(同名映画主題歌) | 千家和也 | 都倉俊一(#5を除く)、#5のみ 三木たかし | 高田弘       |
| 5.                                                                | 「昨日までの顔」               | 千家和也 | 三木たかし                            | あかのたちお |
| 6.                                                                | 「としごろ」                   | 千家和也 | 都倉俊一(#5を除く)、#5のみ 三木たかし | 都倉俊一     |

| 全作詞: 千家和也。 |                                     |          |            |              |
| #                  | タイトル                            | 作詞     | 作曲       | 編曲         |
| 1.                 | 「ひと夏の経験」                    | 千家和也 | 都倉俊一   | 馬飼野康二   |
| 2.                 | 「禁じられた遊び」                  | 千家和也 | 都倉俊一   | 馬飼野康二   |
| 3.                 | 「山鳩」                            | 千家和也 | 三木たかし | あかのたちお |
| 4.                 | 「春の奇蹟」                        | 千家和也 | 都倉俊一   | 森岡賢一郎   |
| 5.                 | 「赤い運命」(TBS系同名ドラマ主題歌) | 千家和也 | 三木たかし | 高田弘       |
| 6.                 | 「愛に走って」                      | 千家和也 | 三木たかし | 萩田光雄     |

## 関連作品
- ささやかな欲望 (アルバム)